# Ricardo Fitzalan, 4.º Conde de Arundel
Ricardo Fitzalan, 4.º Conde de Arundel e 9.º Conde de Surrey[a] KG (1346 – Londres, 21 de setembro de 1397) foi um nobre inglês e líder militar medieval.

## Linhagem
Nascido em 1346, era filho de Ricardo Fitzalan, 3.º Conde de Arundel e de Eleanor de Lancaster. Recebeu o título de Conde de Arundel em 24 de janeiro de 1376, por ocasião da morte de seu pai.
Seu irmão foi Thomas Arundel, Bispo de Ely de 1374 a 1388, Arcebispo de Iorque de 1388 a 1397, e Arcebispo da Cantuária em 1397 e de 1399 até sua morte em 1414.
Na coroação de Ricardo II, Ricardo Fitzalan levou a coroa.

## Almirantado
Em 1377, Ricardo Fitzalan detinha o título de Almirante do Oeste e Sul. Neste posto, atacou Harfleur no Pentecostes de 1378, mas foi forçado a retornar a seus navios pelos defensores. Mais tarde, ele e John de Gaunt tentaram conquistar Saint-Malo, mas não tiveram sucesso.

### A luta pelo poder
Fitzalan era muito amigo de Thomas, Duque de Gloucester, que era tio do rei Ricardo II. Thomas se opôs ao desejo de Ricardo II de celebrar a paz com a França na Guerra dos Cem Anos e uma luta pelo poder se seguiu entre ele e Gloucester. No final de 1386, Gloucester forçou o rei Ricardo II a nomeá-lo, bem como a Ricardo Fitzalan para membros do Conselho do Rei. Este Conselho foi para todos os efeitos, um conselho de regência para Ricardo II. Porém, Ricardo limitou a duração dos poderes do Conselho para um ano.

### Cavaleiro da Ordem da Jarreteira
Em 1386, Richard II nomeou Ricardo Fitzalan Almirante da Inglaterra, além de ser feito um Cavaleiro da Ordem da Jarreteira. Como Almirante da Inglaterra, derrotou uma frota franco-hispano-flamenga no litoral de Margate, Kent, em março de 1387, junto com Thomas de Mowbray, Conde de Nottingham.

## Os novos favoritos
Em agosto de 1387, o rei exonerou Gloucester e Fitzalan do Conselho e substituiu-os por seus favoritos: o Arcebispo de Iorque, Alexander Neville; o Duque da Irlanda, Robert de Vere; Michael de la Pole, o Conde de Suffolk; Sir Robert Tresilian, que era o Chefe de Justiça, e o ex-prefeito de Londres, Nicholas Brembre.

## Radcot Bridge
O rei convocou Gloucester e Fitzalan para uma reunião. Porém, em vez de virem, levantaram tropas e derrotaram o novo Conselho em Radcot Bridge em 22 de dezembro de 1387. Durante a batalha, eles fizeram prisioneiros os favoritos do rei. No ano seguinte, o Parlamento Impiedoso condenou os favoritos.
Fitzalan foi um dos Lords Appellant que acusou e condenou os favoritos de Ricardo II. Tornou-se particularmente odiado pelo rei, ao recusar-se, juntamente com Gloucester, em poupar a vida de Sir Simon Burley que havia sido condenado pelo Parlamento Impiedoso. Mesmo depois da rainha, Ana da Boêmia, cair de joelhos diante deles para implorar por misericórdia. O rei Ricardo nunca perdoou esta humilhação e planejou e esperou por seu momento de vingança.
Em 1394, Fitzalan antagonizou ainda mais com o rei ao chegar atrasado para o funeral da rainha. Ricardo II, em um acesso de raiva, pegou uma varinha e atingiu Fitzalan no rosto, ferindo-o. Pouco tempo depois, o rei fingiu uma reconciliação, mas só estava esperando o momento propício para atacar. Arundel foi nomeado governador de Brest em 1388.

### Contrapondo-se à paz
O tratado de paz foi celebrado com a França em 1389. Porém, Ricardo Fitzalan seguiu a liderança de Gloucester e afirmou que nunca concordaria com essa decisão.

## Morte e sucessão
Em 12 de julho de 1397, Ricardo Fitzalan foi preso por sua oposição a Ricardo II, bem como por conspirar juntamente com Gloucester para aprisionar o rei. Ele foi julgado  e condenado  a morte em Westminster. Foi decapitado em 21 de setembro de 1397 e sepultado na igreja dos frades agostinianos, na Bread Street, Londres. A tradição diz que suas últimas palavras foram ditas para o carrasco , "não me atormentes, corte a minha cabeça em um só golpe".
Em outubro de 1400, a sentença de confisco de seus bens e títulos de nobreza foi revogada, e seu filho Thomas, pode então herdar as propriedades e honras de seu pai.

## Casamentos e filhos
Arundel casou duas vezes.
Sua primeira esposa foi Elizabeth de Bohun, filha de William de Bohun, Grão Lorde Condestável da Inglaterra, 8.º Conde de Hereford, 6.º Conde de Essex, 1.º Conde de Northampton e de Elizabeth de Badlesmere. Casaram-se aproximadamente em 28 de setembro de 1359 e tiveram sete filhos:
| Nome                                   | Data de nascimento    | Data de morte          | Notas |
| -------------------------------------- | --------------------- | ---------------------- | --- |
| Thomas Fitzalan, 12.º Conde de Arundel | 13 de outubro de 1381 | 13 de outubro de 1415  | Casou com Beatriz |
| Eleanor Fitzalan                       | c. 1365               | 1375                   | |
| Elizabeth Fitzalan                     | c. 1366               | 8 de julho de 1425     | Casou com (1) William Montacute; (2) Thomas Mowbray, 1.º Duque de Norfolk; (3) Robert Goushill de Hoveringham; (4) Gerard Afflete |
| Joan Fitzalan                          | 1375                  | 14 de novembro de 1435 | Casou com William de Beauchamp, 1.º Barão de Bergavenny                                                                           |
| Alice Fitzalan                         | 1378                  | outubro de 1415        | Casou com John Charleton, 4.º Barão de Cherleton                                                                                  |
| Margaret Fitzalan                      | —                     | 29 de agosto de 1396   | Casou com Rowland Lenthall |
| William (ou Richard) Fitzalan          | —                     | —                      | |

Após a morte de sua primeira esposa em 1385, Arundel casou com Philippa Mortimer, filha de Edmund Mortimer, 3.º Conde de March. Sua mãe era Philippa Plantagenet, a única filha de Leonel de Antuérpia e, portanto, neta de Eduardo III. Eles não tiveram filhos.